# William Henry Phelps

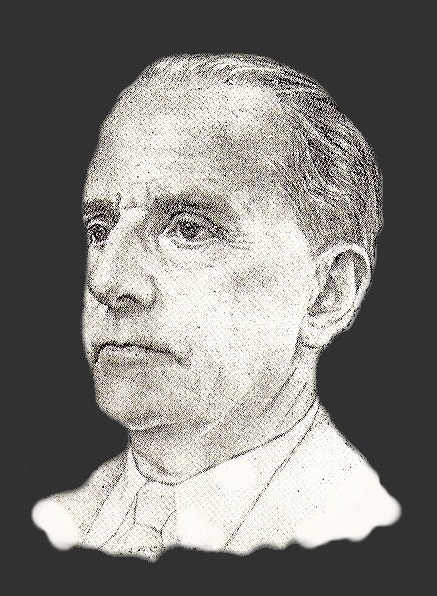
William Henry Phelps

William Henry Phelps (W. H. Phelps; * 14. Juni 1875 in New York City; † 8. Dezember 1965 in Caracas, Venezuela) war ein US-amerikanischer Ornithologe und Geschäftsmann. Später nahm er die venezolanische Staatsbürgerschaft an.

## Herkunft und Schulzeit
Phelps wurde 1875 als Sohn des Anwalts Dudley F. Phelps und dessen Frau Louise Lander Prince Phelps geboren. Den größten Teil seines Lebens widmete er seinen Geschäften, ohne dabei seine Passion, die Ornithologie aus den Augen zu verlieren. Das Interesse an Vögeln war schon in frühester Kindheit vorhanden. Während seines Studiums an der Milton Academy und in Harvard hatte Phelps auch sportliche Erfolge. So war er Mitglied des Ruderteams, wechselte aber aus Zeitgründen zum Hochsprung. Außerdem engagierte er sich sozial für unterprivilegierte Jungen im Phillips Brooks Haus. Nach dem Studium begann er seine Karriere in Venezuela, indem er Kaffee in San Antonio de Maturín im Osten des Landes für den Markt präparierte. In San Antonio lernte er seine erste Frau Alice Elvira Tucker kennen. Er heiratete sie und schon bald wurden die ersten zwei Kinder John Prince Phelps und William Henry Phelps, Jr. im selben Ort geboren. Später komplettierten eine Tochter namens Luisa und ein weiterer Sohn Alberto die Familie. 1903 verlegte er seinen Hauptsitz nach Caracas. Hier diversifizierte er sein Geschäftsfeld und wurde Vertreter und Importeur von Kunstgegenständen. Zusätzlich schrieb er als venezolanischer Korrespondent des New York Herald und später für Associated Press. Später baute er sein Geschäft aus und brachte als erster Geschäftsmann amerikanische Autos ins Land, was auch zum Ausbau der Infrastruktur in Venezuela führte. Es folgten weitere Geschäftsfelder wie Kühlschränke, Herde und andere elektronische Geräte. Seine soziale Ader zeigte sich auch darin, dass er den Samstagnachmittag als arbeitsfreie Zeit einführte. 1938 ging Phelps in den Ruhestand und widmete sich nur noch der Ornithologie. 1947 nahm er die venezolanische Staatsbürgerschaft an und stiftete seine Bücherei der Stadt San Antonio de Maturín.

## Phelps als Wissenschaftler
Er besuchte die Milton Academy in Milton (Massachusetts). Dort schloss er 1872 sein Studium erfolgreich ab. Es folgte ein Studium am Harvard College, welches er 1897 mit Cum laude abschloss. Zwischen seiner Zeit als Junior (drittes Jahr) und Senior (viertes Jahr) unterbrach er sein Grundständiges Studium, um in Venezuela zu einer ornithologischen Expedition aufzubrechen. Die Ergebnisse, die auch für die Wissenschaft neue Arten beinhaltete, stellte er dem American Museum of Natural History vor. Außerdem folgte aus diesem Trip seine erste Publikation in The Auk, die unter dem Titel Birds observed on a collecting trip to Bermúdez, Venezuela. By William Henry Phelps. With critical notes and descriptions of two new species, by Frank M. Chapman erschien. Nachdem er den akademischen Grad des Bachelor of Science erreicht hatte, kehrte Phelps sofort nach Venezuela zurück.
Bedingt durch seine geschäftlichen Aktivitäten geriet die Ornithologie etwas in den Hintergrund. Als endlich seine Söhne erwachsen wurden und nach und nach die Geschäfte übernahmen, hatte Phelps wieder mehr Zeit für seine Passion die Ornithologie. Er gründete die Phelps-Stiftung und sponserte viele Expeditionen in Venezuela, die er auch selbst begleitete. Zu den zahlreichen Zielen gehörten die Paraguaná-Halbinsel, die Ebenen und tiefen Waldebenen des Orinoco bis an den Mündungen des Rio Negro, die Paria-Halbinsel bis fast nach Trinidad, die Sierra de Perijá bis an die Grenze Kolumbiens, die Ausläufer der Anden im Südwesten in der Nähe von Mérida sowie die riesigen Massive der abgelegenen Tepuis Guaiquinima, Roraima und Auyan. Bei der Expedition zum Auyan-Tepui, die auch vom American Museum of Natural History (AMNH) gefördert wurde, begleitete ihn sein Sohn William Henry Phelps Jr. Die Organisation der Expedition war ein logistisches Meisterwerk. Phelps organisierte mehr als hundert Expeditionen. Auch Wissenschaftler aus anderen Disziplinen als die Ornithologie waren ihm immer willkommen. So war er mit dem Geologen Charles Henry Hitchcock und dem Botaniker Bassett Maguire (1904–1991) unterwegs. Meist arbeitete er aber mit seinem Sohn und dessen Frau Kathleen Deery de Phelps. Kathleen widmete er auch zusammen mit John Todd Zimmer das wissenschaftliche Taxon für eine Unterart des Brustbandkotinga (Pipreola whitelyi kathleenae). In ihrer Erstbeschreibung schreiben sie: We have named this new form in honor of Kathleen Deery Phelps, collector of the type specimen, in recognition of her services to the Phelps Collection. (deutsch: Wir nennen die neue Subspezies zu Ehren von Kathleen Deery Phelps, die zwei Bälge dieser Art gesammelt hat, indem wir hiermit auch ihre Dienste für die Phelps Collection anerkennen.) Nach seiner Pensionierung kümmerte er sich um seine 1300 gesammelten Vogelbälge und seine Bibliothek. Er veröffentlichte mehr als 70 Artikel und zwei Buchbände unter dem Namen Lista de Aves de Venezuela con su Distribución Geográfica (Passeriformes und Non-Passeriformes). Bei vielen seiner Publikationen arbeitete er mit Fachleuten wie Henry Boardman Conover (1892–1950), Ernest Thomas Gilliard, Alexander Wetmore, John Todd Zimmer, Armando Dugand (1906–1971), George Miksch Sutton (1898–1982) und Ernst Schäfer zusammen.

## Erstbeschreibungen
Phelps hat zahlreiche Arten und Unterarten wissenschaftlich beschrieben.
Folgende neue Vogelarten wurden von Phelps, teils zusammen mit seinem Sohn und John Todd Zimmer, beschrieben:
- Schwarzflecken-Zwergspecht, Picumnus nigropunctatus Zimmer & Phelps, 1950
- Guaiquinimawaldsänger, Myioborus cardonai (Zimmer & Phelps, 1945)
- Tepuitinamu, Crypturellus ptaritepui (Zimmer & Phelps, 1945)
- Wetmoreralle, Rallus wetmorei (Zimmer & Phelps, 1944)
- Goldzügel-Waldsänger, Myioborus pariae (Phelps & Phelps, 1949)
- Weißwangen-Waldsänger, Myioborus albifacies (Phelps & Phelps, 1946)

## Ehrungen
Noch während seines Studiums wurde er Mitglied des Nuttall Ornithological Club. Im Club lernte er Koryphäen wie William Brewster, Charles Foster Batchelder, Edward Howe Forbush und Charles Johnson Maynard kennen. Im Jahr 1895 folgte der Beitritt zur American Ornithologists’ Union (A.O.U.). Auf den alle vier Jahre stattfindenden Treffen der A.O.U. lernte er weitere Größen der Ornithologie wie Samuel Elliott Coues, Clinton Hart Merriam, Daniel Giraud Elliot, William Dutcher, Edward William Nelson, Charles Bendire, Frederic Augustus Lucas, Joel Asaph Allen, Frank Michler Chapman, Ruthven Deane und Robert Ridgway kennen. Phelps wurde für seine Verdienste bei der Auyan-Tepui-Expedition vom AMNH als Wohltäter der Institution geehrt. Am Cerro de la Neblina gibt es einen Gipfel, der bei vielen Venezolanern nur unter dem Namen Pico Phelps bekannt ist. Dabei handelt es sich um die höchste Erhebung Venezuelas außerhalb der Anden. Im Jahr 1939 ehrte ihn Präsident Eleazar López Contreras mit der Medaille für die öffentliche Lehre. 1949 wird er Ehrendoktor der Universidad Central de Venezuela. Im Jahr 1952 wurde Phelps Fellow der A.O.U. 1953 wurde ihm ein Sitz im Senat der Academia de Ciencias Físicas, Matemáticas y Naturales de Venezuela zugeteilt. Als Phelps starb, übernahm sein Sohn diesen Sitz. Im Jahr 1954 erhielt er die Isidore-Geoffroy-Saint-Hilaire-Medaille der französischen Naturschutzvereinigung Société nationale de protection de la nature (damals Société d'Acclimatation). 1955 zeichnet ihn Präsident Marcos Pérez Jiménez mit dem Orden del Libertador aus. Im gleichen Jahr bekommt er ebenfalls die William-Brewster-Medaille der A.O.U. verliehen.
Wesley Edwin Lanyon widmete den Namen der Gattung Phelpsia der ganzen Familie Phelps. In seiner Erstbeschreibung schreibt er: It is appropriate that this unique Venezuelan endemic be named for the Phelps family (the late William H., the father; Billy, the son; and Billy's wife, Kathy) in recognition of their monumental contribution to our understanding of the ornithology of Venezuela, a tribute long overdue. Auch der deutsche Trivialname des Phelpssegler oder auch manchmal im Englischen Phelp's Swift (Streptoprocne phelpsi) (Collins, 1972) genannt, wurde auf Bitte von William Henry Phelps Jr. von Charles T. Collins nach dessen Vater benannt. Chapman beschrieb 1939 eine Unterart des Flammenkopfkotinga (Oxyruncus cristatus phelpsi). In seinem Artikel schrieb er: I have named this unusually interesting new form in honor of William H. Phelps who has so long been a student of Venezuelan birds, and who collected seven of the Auyan-tepui series. (deutsch: Ich habe diese ungewöhnlich interessante neue Unterart zu Ehren von William H. Phelps benannt, der seit langer Zeit die Vögel Venezuelas studiert und der sieben Bälge dieser Auyan-Tepui Subspezies gesammelt hat.)
Der US-amerikanische Ichthyologe Leonard Peter Schultz benannte 1944 ihm zu Ehren den Kletterwels Astroblepus phelpsi.

## Publikationen (Auswahl)
- mit Frank M. Chapman: Birds observed on a collecting trip to Bermúdez, Venezuela. By W. H. Phelps. With critical notes and descriptions of two new species, by F. M. Chapman. In: The Auk. 14, 1897, S. 357–371.
- La procedencia geográfica de las aves coleccionadas en el Cerro Roraima, Boletín de la Sociedad Venezolana de Ciencias Naturales, 5(36), S. 57–82, 1939
- The geographical status of the birdscollected at Mount Roraima, Boletín de la Sociedad Venezolana de Ciencias Naturales, 5(36), S. 83–95, 1939
- mit Ernest Thomas Gilliard: Six new birds from the Perijá Mountains of Venezuela. Ausgabe 1100 von American Museum novitates. 1940.
- mit Ventura Barnés: Las aves de la Península de Paraguaná con anotaciones sistemáticas, Boletín de la Sociedad Venezolana de Ciencias Naturales, 6(46), S. 269–301, 1940
- mit Alberto Fernández Yépez und Fulvio L. Benedetti: Las aves de Margarita con anotaciones sistemáticas, Boletín de la Sociedad Venezolana de Ciencias Naturales, 6(43): 91–132, 1940
- Discurso del Señor Willian H. Phelps (en el acto inaugural del nuevo edificio de la Sociedad Venezolana de Ciencias Naturales), Boletín de la Sociedad Venezolana de Ciencias Naturales, 6(42), S. 44–51, 1940.
- mit Ernest Thomas Gilliard: Seventeen new birds from Venezuela. Ausgabe 1153 von American Museum novitates. 1941.
- mit Alexander Wetmore: Description of a third form of curassow of the genus Pauxi, Journal of the Washington Academy of Sciences, 33(5), S. 142–146, 1943
- Las aves de Perijá. Casa de Especialidades, Caracas 1944.
- mit John Todd Zimmer: New species and subspecies of birds from Venezuela. Ausgabe 1270 von American Museum novitates, Band 1. 1944.
- mit John Todd Zimmer: New species and subspecies of birds from Venezuela. Ausgabe 1274 von American Museum novitates, Band 2. 1944.
- A new form of Myioborus from northern South America, Proceedings of the Biological Society of Washington, 57, S. 11–13, 1944.
- Bubulcus ibis in Venezuela, The Auk, 61(4), S. 656, 1944
- Las aves de Perijá, Boletín de la Sociedad Venezolana de Ciencias Naturales, 8(56), S. 265–338, 1944.
- Resumen de las colecciones ornitológicas hechas en Venezuela, Boletín de la Sociedad Venezolana de Ciencias Naturales, 9(61), S. 325–444, 1944.
- Resumen de las colecciones ornitológicas en Venezuela. Casa de Especialidades, Caracas 1945.
- New species and subspecies of birds from Venezuela, Ausgabe 1274 von American Museum novitates, Band 2. 1945.
- Contribución del Dr. Frank M. Chapman a la ornitología venezolana., Casa de Especialidades, Caracas 1946.
- Descripción de cuatro aves nuevas de los cerros Paraque y Ptri-Tepui y notas sobre Bubulcus ibis, Myioborus cardonal y Platy cichla leuocops. Casa de Especialidades, Caracas 1946.
- mit John Todd Zimmer: Twenty-three new subspecies of birds from Venezuela and Brazil. Ausgabe 1312 von American Museum novitates. 1946.
- mit Henry Boardman Conover: La distribución geográfica de las subespecies de la Pava de Monte Penelope granti, Boletín de la Sociedad Venezolana de Ciencias Naturales, 10(68), S. 321–325, 1946.
- mit Armando Dugand: El status geografico de las aves de Maipures (Columbia)., Caldasia 4(18), S. 243–276, 1946.
- Two new wood-hewers of the genus Dendroplex from Venezuela and Colombia, Proceedings of the Biological Society of Washington, 59, S. 63–66, 1946.
- mit John Todd Zimmer: Seven new subspecies of birds from Venezuela and Brazil. In: American Museum novitates. Nr. 1338, 1947, S. 1–7 (englisch, digitallibrary.amnh.org [PDF; 973 kB]).
- Descripción de seis aves nuevas de Venezuela y notas sobre veinticuatro adiciones a la avifauna del Brasil. Tipografía La Nación, Caracas 1948.
- Notas sobre aves venezolanas. Tipografía El Compás, Caracas 1948.
- mit Armando Dugand: Aves de la ribera colombiana del río Negro (frontera de Colombia y Venezuela). Editorial El Gráfico, 1948.
- mit George Miksch Sutton: Richmond's swift in Venezuela. University of Michigan Museum of Zoology, 1948.
- mit John Todd Zimmer: Three new subspecies of birds from Venezuela, Ausgabe 1373 von American Museum novitates. 1948.
- mit John Todd Zimmer: Four new subspecies of birds from Venezuela.,  Ausgabe 1395 von American Museum novitates. 1949.
- mit John Todd Zimmer: A new name for Basileuterus culicivorus roraimae. Ausgabe 1412 von American Museum novitates. 1949.
- mit William H. Phelps Jr.: Lista de las aves de Venezuela con su distribución, Parte 2. Passeriformes. In: Boletín de la Sociedad Venezolana de Ciencias Naturales. 1950.
- mit John Todd Zimmer: Three new Venezuelan birds. Ausgabe 1455 von American Museum novitates. 1950.
- Las aves de Bonaire. Tipografía La Nación, Caracas 1951.
- Las aves de las islas Los Roques y Las Aves y descripción de un nuevo canario de mangle. Tipografía La Nación, Caracas 1951.
- mit John Todd Zimmer: New subspecies of birds from Surinam and Venezuela. Ausgabe 1511 von American Museum novitates. 1951.
- mit John Todd Zimmer: New birds from Venezuela. Ausgabe 1544 von American Museum novitates. 1952.
- mit John Todd Zimmer, Ernest Thomas Gilliard: A new race of the honey-creeper, Diglossa cyanea, from Venezuela. Ausgabe 1603 von American Museum novitates. 1952.
- mit William H. Phelps Jr.: Nine new birds from the Perijá Mountains and eleven extensions of ranges to Venezuela, Proceedings of the Biological Society of Washington, Vol 65, S. 89–105, 1952
- Discurso del Dr. William H. Phelps en el acto de incorporación, Boletín de la Sociedad Venezolana de Ciencias Naturales, 17 (50), 1953
- El posible hundimiento parcial de isla de Aves. Litografía del Comercio, Caracas 1953.
- mit William H. Phelps Jr.: Eight new subspecies of birds from the Perija Mountains, Venezuela. In: Proceedings of the Biological Society of Washington. Band 66, 1953, S. 1–12 (biodiversitylibrary.org).
- mit Jacques Berlioz: Description d'une sous-espèce nouvelle de Trochilide du Venezuela. In: L'Oiseau et la revue française d'ornithologie. Band 23, Nr. 1, 1953, S. 1–3.
- mit John Todd Zimmer, Albert Mocquerys: A new flycatcher from Venezuela: with remarks on the Mocquerys collection and the piculet, Picumnus squamulatus. Ausgabe 1657 von American Museum novitates. 1954.
- mit Ernst Schäfer: Aves de Rancho Grande. Tipogr. la Nacion, 1954.
- Mit Ernst Schäfer: Las aves del Parque Nacional „Henri Pittier“ (Rancho Grande) y sus funciones ecológicas., Boletín de la Sociedad Venezolana de Ciencias Naturales, 16 (83), S. 3–167, 1954
- mit John Todd Zimmer, George Kruck Cherrie, Stella M. Cherrie: Three new subspecies of birds from Venezuela. Ausgabe 1709 von American Museum novitates. 1955.
- Las aves de la isla de Patos, con algunos documentos sobre la historia y la geología de la isla. Sociedad Venezolana de Ciencias Naturales, Caracas 1958.
- mit William H. Phelps Jr.: Lista de las aves de Venezuela con su distribución, Tomo 2. Parte 1. No-Passeriformes. In: Boletín de la Sociedad Venezolana de Ciencias Naturales. 1958.
- La aves de la isla La Orchila. Editorial Sucre, Caracas 1959.
- mit William H. Phelps Jr.: Two new subspecies of bird from the San Luis Mountain of Venezuela and distributional notes. In: Proceedings of de Biological society of Washington. 72, 1959, S. 121–126.
- Night migration at 4,200 meters in Venezuela, The Auk 78(1), S. 93–94, 1961